# خوان فيسنتي بيريز
خوان فيسنتي بيريز مورا (بالإسبانية: Juan Vicente Pérez)‏ (27 مايو 1909 - 2 أبريل 2024) هو معمر فنزويلي، كان حتى وفاته عن عمر ناهز 114 عامًا و311 يومًا أكبر رجل حي تم التحقق منه وفقًا للسجلات الرسمية في العالم بعد وفاة الإسباني ساتورنينو دي لا فوينتي غارسيا في 18 يناير 2022. وكان أيضًا آخر رجل على قيد الحياة تم التحقق من ولادته وفقًا للسجلات الرسمية في العقد الأول من القرن العشرين، ورابع أكبر رجل تم التحقق منه على الإطلاق، بعد جيرويمون كيمورا وكريستيان مورتنسن وإميليانو ميركادو ديل تورو.